# El hijo de la novia
El hijo de la novia es una película argentina de drama y romance del año 2001, dirigida por Juan José Campanella y escrita por Campanella y Fernando Castets. Protagonizada por Ricardo Darín y los primeros actores Héctor Alterio y Norma Aleandro. Coprotagonizada por Eduardo Blanco, Natalia Verbeke, Gimena Nóbile, Claudia Fontán, David Masajnik y Atilio Pozzobón. También, contó con las actuaciones especiales de Salo Pasik y Adrián Suar. Fue nominada al Óscar a la Mejor Película extranjera y ganó el Cóndor de Plata a la mejor película. Se estrenó el 16 de agosto en cines argentinos, siendo vista por 1.694.000 espectadores, con una recaudación total de 8,5 millones de dólares. La película fue un éxito de crítica y taquilla.

## Argumentos

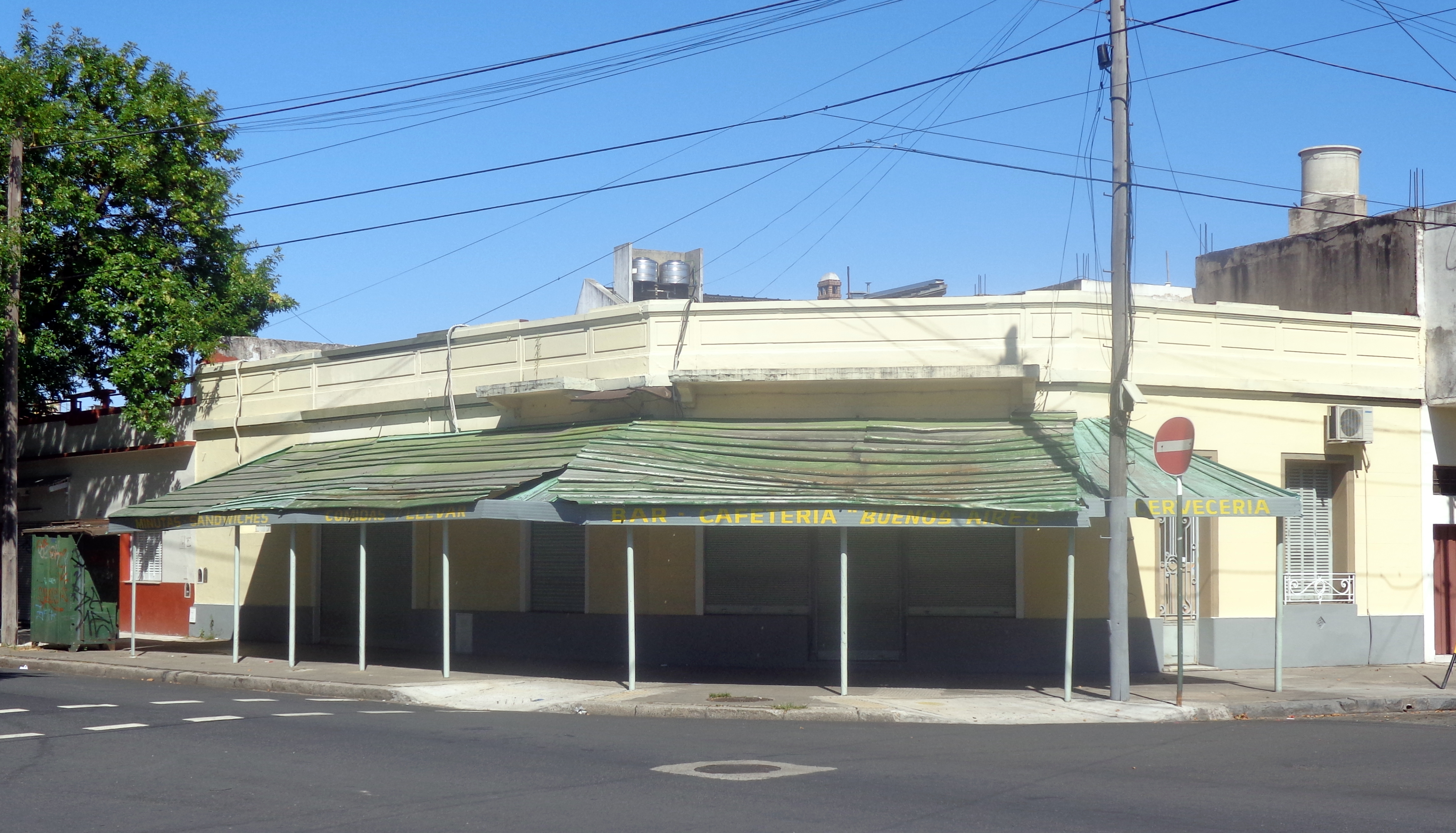
En este bar transcurre parte de la película argentina «El hijo de la Novia» (en particular la parte final), en Nogoyá y Gallardo, en el barrio de Versalles (Buenos Aires).

Rafael Belvedere (Ricardo Darín) es un cuarentón que ha heredado un restaurante por parte de su padre (Héctor Alterio), sin embargo el estrés por las nuevas exigencias del restaurante lo traen agobiado. Además en su vida sentimental tampoco le van bien las cosas, ya que está divorciado. Por todo esto, no le presta mucha atención a su novia (Natalia Verbeke) y hace mucho que no va a visitar a su madre (Norma Aleandro) que padece alzheimer y está ingresada en una residencia.
Rafael tendrá que intentar ver cumplido el viejo sueño de su madre antes de que fallezca: casarse por la Iglesia.

## Reparto
- Ricardo Darín: Rafael Belvedere
- Héctor Alterio: Nino Belvedere
- Norma Aleandro: Norma Belvedere
- Eduardo Blanco: Juan Carlos
- Natalia Verbeke: Naty
- Gimena Nóbile: Vicky
- David Masajnik: Nacho
- Claudia Fontán: Sandra
- Atilio Pozzobon: Francesco
- Salo Pasik: Daniel
- Humberto Serrano: Padre Mario
- Fabián Arenillas: Sciacalli
- Héctor Aberastain: Taxista
- Mónica Virgilito: Enfermera hospital
- Victoria Troncoso: Camarera
- Rubén Green: Portero Osvaldo
- Miguel Padilla: Profesor
- Walter Mackenzie: Rosales
- Adrián Suar: Dodi
- Alfredo Alcón: Él mismo
- Antonio Caride: Padre Naty
- Diego Mackenzie: Rosales
- Pablo Ingercher Casas: Walter
- Rogelio Romano: Gavilán
- Gabriela Arista: Médica de guardia
- Gabriel Eisbruch: Monaguillo
- León Dogodny: Polo
- Juan José Campanella: Médico
- Fernando Alcalde: Joven zarpado
- Lucas de Diego: Rafael Belvedere (niño)
- Daniel Kazimierski: Juan Carlos (niño)
- Ariel Caravaggio: Chico malo
- José Goyanes D: Chico malo
- Francisco Monet: Chico malo
- Jorge Palavecino: Chico malo
- Daniel Topino: Personal de restaurante
- Luis Pérez González: Personal de restaurante
- Jorge Fungaray: Personal de restaurante
- Julio Ramírez: Personal de restaurante
- Oscar Bustamante: Personal de restaurante
- Marcelo Crisóstomo: Personal de restaurante
- Quico Alfonsín
- Amanda Beitia
- Carlos Nizza
- Alicia Rodríguez
- Aldo Tavagnutti
- Carlos Álvarez-Nóvoa: Paciente que habla con Norma Belvedere en el hospital

## Comentarios
El sueño del papel interpretado por Norma Aleandro fue el mismo que en la vida real tuvo la actriz chilena ya fallecida, María Cánepa. La destacada actriz reconocida en Chile con el Premio Nacional de Arte, cumplió su sueño de casarse con su compañero por casi tres décadas; lo hizo a sus 86 años y cuando el Alzheimer ya golpeaba su vida. Pese a la enfermedad, durante el matrimonio tomó la mano de su marido, el director teatral Juan Cuevas, y dijo: «Juan, compañero de mi vida, te entrego este anillo por la gran amistad que nos une y por todas las cosas extraordinarias que hemos hecho juntos cuando logramos ponernos de acuerdo».
La película se comenzó a filmar en marzo de 2001.

## Recepción
La película fue aclamada por los críticos por las actuaciones, el drama y la comedia de esta. La película obtuvo 1.694.000 espectadores siendo la más vista de ese año en Argentina.

### Home Video
La película fue editada en VHS por AVH San Luis, estrenándose en tiendas físicas el 10 de abril de 2002. Para el 10 de octubre de 2003 se estrenaría en formato DVD. El DVD incluye audio español 2.0 y 5.1, subtítulos en español, portugués e inglés y como extras tiene los tráiler del cine, TV spots, "Detrás de escena" de la película, El elenco, La opinión del público, Premios, Banda original, Notas y Galería de fotos.
La película se reeditó en DVD en cuatro ocasiones, tres de parte de AVH, que lo relanzó en el 2016, siendo una de las últimas de sus ediciones antedicho de abandonar el mercado del entretenimiento hogareño. Dicha edición fue nuevamente distribuido por SBP Worldwide en diciembre del 2019, se encuentra disponible en tiendas El Ateneo y Yenny.

## Premios y nominaciones
74.ª edición de los Premios Óscar
| Categoría                          | Resultado |
| ---------------------------------- | --------- |
| Mejor película de habla no inglesa | Nominada  |

Medallas del Círculo de Escritores Cinematográficos de 2001
| Categoría              | Persona        | Resultado |
| ---------------------- | -------------- | --------- |
| Mejor actor secundario | Héctor Alterio | Ganador   |